# Secret Agent of Terra
Secret Agent of Terra este un roman science fiction din 1962 al scriitorului britanic John Brunner. Este prima carte a seriei Zarathustra Refugee Planets (Planetele exilaților de pe Zarathustra); celelalte cărți ale seriei sunt Castaways' World (1963) și The Repairmen of Cyclops (Depanatorii de pe Cyclops, 1965). Agentul secret al Pământului  a fost publicat pentru prima oară împreună cu The Rim of Space de A. Bertram Chandler în Ace Double F-133. 
Brunner a refăcut ulterior povestea în romanul său din 1969, The Avengers of Carrig (Răzbunătorii din Carrig).

## Prezentare
Răzbunătorii din Carrig: Au trecut multe sute de ani de la coborârea primelor două nave. Generațiile au trecut, noi așezări și ținuturi apărând pe suprafața planetei într-o societate care amintește de perioada medievală. Guvernul pământean monitorizează de pe orbită această lume, astfel încât să o protejeze de influența interstelară pentru ca ea să poată re-descoperi progresele științifice de una singură. Dar pe planetă se infiltrează periodic pirați care caută lumi înapoiate de pe care să recruteze sclavi pentru exploatarea materialului nuclear, folosind arme energetice necunoscute localnicilor și aducând la putere regimuri tiranice.
O tânără pe nume Maddalena primește misiunea de a coborî pe planetă ca spion, pentru a ajuta guvernul pământean să elimine influența nefastă. Înainte de aterizare, nava ei este doborâtă de pirați, fata găsindu-și adăpost într-un refugiu din nordul înghețat. Aici îl cunoaște pe Saikmar, campionul înfrânt și demoralizat al clanului care ar fi avut cele mai mari șanse să câștige un concurs local de vânătoare, dacă nu ar fi apărut pirații cu armele lor energetice. De la Sakimar, ea află secrete surprinzătoare legate de ființele vânate în cadrul concursului și pune bazele unei alianțe cu tânărul pentru a-i răsturna pe uzurpatori, orchestrând o revoltă populară.

## Legături externe
- en  Istoria publicării lucrării Secret Agent of Terra la Internet Speculative Fiction Database

## Vezi și
- Victimele novei

1. ↑  Internet Speculative Fiction Database, accesat în 26 mai 2025